# Marian Marsh
Violet Ethelred Krauth dite Marian Marsh, née le 17 octobre 1913 à Trinité-et-Tobago (Antilles britanniques), et morte le 9 novembre 2006 à Palm Desert, en Californie, est une actrice et environnementaliste américaine.
Elle est surtout connue pour avoir joué dans les films Svengali et Le Génie fou, apparaissant ainsi essentiellement dans des longs-métrages de l'âge d'or hollywoodien des années 1930.
Après avoir mis un terme à sa carrière d'actrice au début des années 1940, Marian Marsh va s'engager dans la cause environnementale, en fondant notamment une association de protection de la nature vingt ans plus tard.

## Biographie

### Jeunesse
Marian Marsh est la dernière des quatre enfants d'un chocolatier allemand et de sa femme anglo-française.

### Carrière
En 1931, elle joue dans le film Svengali, inspiré du roman Trilby de l'écrivain George du Maurier et paru en 1894. Elle obtient le rôle après que John Barrymore, acteur principal du film incarnant le Maestro Svengali, l'a choisie personnellement. La même année, elle reçoit un WAMPAS Baby Stars, un titre décerné à de jeunes actrices supposées devenir de grandes vedettes,.

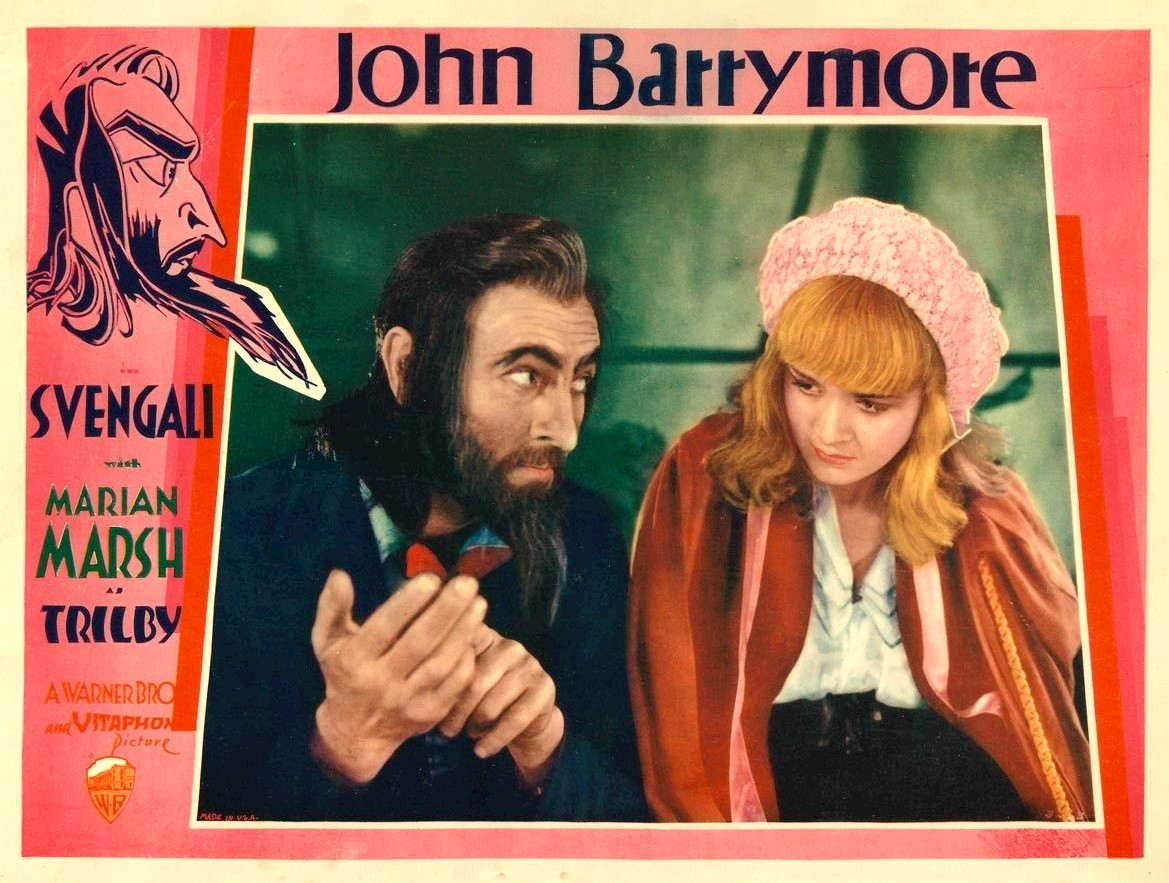
Affiche du film Svengali, dans lequel Marian Marsh tient le premier rôle aux côtés de John Barrymore.

Elle met fin à sa carrière d'actrice après le film House of Errors (en), en 1942.

### Mort
Marian Marsh meurt d'un arrêt respiratoire le 9 novembre 2006 à Palm Desert, à l'âge de 93 ans,.

## Vie privée
Elle fut l'épouse d'Albert P. Scott (1938-fin des années 1950), puis de Clifford Henderson (en) (1960-1984).

## Engagements
Installée à Palm Desert, Marian Marsh crée l'association Desert Beautiful en 1962, afin de protéger le désert de l'activité humaine. Elle organise ainsi des rencontres visant à ramasser les détritus laissés dans la nature,.

## Filmographie
- 1930 : The Naughty Flirt d'Edward F. Cline
- 1931 : Le Génie fou (The Mad Genius) de Michael Curtiz : Nana Carlova
- 1931 : Five Star Final de Mervyn LeRoy : Jenny Townsend
- 1931 : Svengali  de Archie Mayo : Trilby O'Farrell
- 1931 : Under 18 de Archie Mayo : Margie Evans
- 1931 : La Route de Singapour (The Road to Singapore) d'Alfred E. Green
- 1932 : Alias the Doctor de Lloyd Bacon et Michael Curtiz : Lotti Brenner
- 1934 : Cœurs meurtris  (A Girl of the Limberlost) de Christy Cabanne : Elnora Comstock
- 1935 : Crime et Châtiment (Crime and Punishment)
- 1935 : Le Baron Gregor (The Black Room) de Roy William Neill
- 1936 : Lady of Secrets : Joan
- 1936 : Counterfeit (en) : Verna Maxwell
- 1936 : The Man Who Lived Twice (it) d'Harry Lachman : Janet Haydon
- 1936 : Come Closer, Folks (en) de D. Ross Lederman : Peggy Woods
- 1937 : When's Your Birthday? : Jerry Grant
- 1937 : The Great Gambini : Ann Randall
- 1937 : Youth on Parole (en) : 'Bobbie' Blake
- 1937 : Saturday's Heroes : Frances Thomas
- 1938 : Alerte au bagne (Prison Nurse) de James Cruze : Judy
- 1938 : A Desperate Adventure : Ann Carrington
- 1939 : Missing Daughters (en) : Josie Lamonte
- 1940 : Fugitive from a Prison Camp : Ann Baldwin
- 1941 : Murder by Invitation (en) : Nora O'Brien
- 1941 : Gentleman from Dixie : Margaret Terrill
- 1942 : House of Errors (en) de Bernard B. Ray : Florence Randall